# Cowboy (album)
Pour les articles homonymes, voir Cowboy.
Albums de Erasure
Erasure
(1995) The Tiny Tour
(1998)
Singles
Cowboy est le 8e album studio du groupe britannique Erasure, paru le 31 mars 1997.
Cet album marque un retour du groupe à sa pop galopante habituelle, après le semi-échec commercial du précédent album, Erasure et son tropisme ambient. Afin de moderniser la texture sonore, Vince Clarke laissa une grande liberté de travail au producteur associé, Neil Mc Lellan, qui put injecter dans cet album des boucles rythmiques trip hop.
Au Royaume-Uni, malgré un classement légèrement meilleur (n°10) que celui du précédent album, Erasure (n°14), le volume des ventes de Cowboy se révéla finalement inférieur à celui d'Erasure, du fait de la brièveté de sa présence parmi les meilleures ventes britanniques (seulement quatre semaines). Le recentrage pop de Cowboy ne permit donc pas au groupe Erasure de retrouver le niveau de succès commercial de sa "grande époque" 1986-1994 mais, au mieux, de freiner le déclin.
Le disque fait néanmoins une bonne carrière à Singapour, au Danemark ainsi qu'en Suède.
Une tournée de plusieurs mois suivit néanmoins la parution de Cowboy, grâce à la notoriété du groupe.
Le 24 juin 2016, dans le cadre de la célébration des 30 ans d'Erasure, l'album Cowboy est réédité au format vinyle 33 tours.
Le 31 mai 2024, une réédition deluxe de l'album Cowboy est attendue sous la forme d'un coffret double-CD comprenant :
1. un premier CD répliquant l'album d'origine, en version remasterisée.
2. un deuxième CD compilant diverses versions remixées de chansons de l'album, les Faces B des trois singles sortis pour la promotion de l'album, quelques versions rares, d'autres plus courantes, quelques versions démo et sessions enregistrées à la BBC.
3. un livret d'une quinzaine de pages incluant une notice retraçant la conception de l'album

## Classements
| Pays             | Meilleure position |
| ---------------- | ------------------ |
| Singapour        | 9                  |
| Royaume-Uni      | 10                 |
| Danemark         | 15                 |
| Grèce            | 17                 |
| Suède            | 19                 |
| Union européenne | 26                 |
| Autriche         | 27                 |
| Allemagne        | 34                 |
| Finlande         | 40                 |
| États-Unis       | 43                 |
| Canada           | 69                 |
| Australie        | 74                 |

Ventes : États-Unis : 160 000 exemplaires vendus[réf. nécessaire]

## Liste des titres

### Album original, 1997
| No  | Titre                             | Durée |
| --- | --------------------------------- | ----- |
| 1.  | Rain                              | 4:10  |
| 2.  | Worlds On Fire                    | 3:37  |
| 3.  | Reach Out                         | 3:47  |
| 4.  | In My Arms                        | 3:28  |
| 5.  | Don't Say Your Love Is Killing Me | 3:46  |
| 6.  | Precious                          | 3:31  |
| 7.  | Treasure                          | 3:04  |
| 8.  | Boy                               | 3:41  |
| 9.  | How Can I Say                     | 3:17  |
| 10. | Save Me Darling                   | 4:01  |
| 11. | Love Affair                       | 3:39  |

L'édition américaine comporte 2 plages supplémentaires :
| 12. | Rapture       | Blondie    | 6:33 |
| 13. | Magic Moments | Perry Como | 2:37 |

La pochette et le design du disque sont également différents des éditions européennes.

### Réédition deluxe, 2024
| 1.  | Rain                              | 4:10 |
| 2.  | Worlds On Fire                    | 3:37 |
| 3.  | Reach Out                         | 3:47 |
| 4.  | In My Arms                        | 3:28 |
| 5.  | Don't Say Your Love Is Killing Me | 3:46 |
| 6.  | Precious                          | 3:31 |
| 7.  | Treasure                          | 3:04 |
| 8.  | Boy                               | 3:41 |
| 9.  | How Can I Say                     | 3:17 |
| 10. | Save Me Darling                   | 4:01 |
| 11. | Love Affair                       | 3:39 |

| 1.  | Rain (Al Stone mix)                                              |  |
| 2.  | Rapture (Extended version)                                       |  |
| 3.  | In the Name of the Heart                                         |  |
| 4.  | First Contact (Vocal mix)                                        |  |
| 5.  | Reach Out (Alternative Lyrics)                                   |  |
| 6.  | In my Arms (Acoustic version)                                    |  |
| 7.  | Magic Moments (Alternative mix [Inédit])                         |  |
| 8.  | My Love                                                          |  |
| 9.  | Earth                                                            |  |
| 10. | Worlds on Fire (Demo version)                                    |  |
| 11. | In My Arms (Love To Infinity Stratomaster Mix – US Edit)         |  |
| 12. | Don't Say Your Love is Killing Me (TELEX remix [Inédit])         |  |
| 13. | Rain (Blancmange remix [Inédit])                                 |  |
| 14. | Don't Say Your Love is Killing Me (Flashbox Vox)                 |  |
| 15. | In My Arms (Crumbling Down Extended Instrumental remix [Inédit]) |  |
| 16. | Rain (Stealing Sheep remix [Inédit])                             |  |
| 17. | Heart of Glass (Live in Oxford)                                  |  |

## Singles extraits
- In My Arms
- Don't Say Your Love Is Killing Me
- Rain